# Werkstück
Als Werkstück bezeichnet man in der Fertigung ein einzelnes abgegrenztes Teil weitgehend festen Materials, das in irgendeiner Form bearbeitet wird (z. B. Werkstein). Die Veränderung der Werkstücke geschieht mit Werkzeugen, die unmittelbar oder über Wirkmedien oder mittelbar durch Übertragung von Wirkenergie wirken.
Der Begriff Werkstück hat sich im Handwerk und in der Industrie durchgesetzt. Er verbindet die Arbeit (die Bearbeitung, das Werk) und den zu bearbeitenden Gegenstand (das Stück).
Ein Rohling ist ein Werkstück, das in der Verarbeitungskette bereits einen Verarbeitungsschritt durchlaufen hat und das für einen weiteren Verarbeitungsschritt vorgesehen ist. Ein Rohling kann aus einem Halbzeug hergestellt und später Bestandteil eines Halbfabrikats werden.